# 오평근
오평근(吳坪根, 1958년 5월 5일 ~ )은 대한민국 전라북도의회 의원이다.

## 학력
- 전주영생고등학교
- 전주대학교 통계학 학사
- 전주대학교 행정대학원 정치학 석사

## 경력
- 평화2동 주민자치위원회 위원장
- 전주대 평생교육원 전담교수
- 서전주유치원 대표
- 2010.07 ~ 2014.06: 제9대 전주시의회 의원
  - 제9대 전주시의회 예산결산특별위원회 위원장
  - 제9대 전주시의회 전주시조례정비특별위원회 위원장
- 2014.07 ~ 2018.03: 제10대 전주시의회 의원
  - 2016.07 ~ 2018.03: 제10대 전주시의회 후반기 행정위원회 위원장
- 2018년 7월 1일 ~ 2022년 6월 30일: 제11대 전라북도의회 의원
  - 2018.07 ~ 2020.06: 제11대 전라북도의회 전반기 운영위원회 부위원장
  - 2018.07 ~ 2020.06: 제11대 전라북도의회 전반기 농산업경제위원회 위원
  - 2020.07 ~ 2022.06: 제11대 전라북도의회 후반기 문화건설안전위원회 위원
  - 2020.07 ~ 2022.06: 제11대 전라북도의회 후반기 윤리특별위원회 위원
  - 2020.07 ~ 2022.06: 제11대 전라북도의회 후반기 공공기관유치특별위원회 위원
  - 2022.05 ~ 2022.06: 제11대 전라북도의회 후반기 부의장

## 역대 선거 결과
|  | 35.92% |

|  | 0% |

|  | 63.32% |